# Вид спорта
Вид спо́рта — конкретный вид соревновательной деятельности, исторически сложившийся и развивающийся как самостоятельная её составляющая.

## Вид спорта с точки зрения Олимпийской хартии
В соответствии с Олимпийской хартией, международная федерация может руководить одним или несколькими видами спорта. Традиционно с точки зрения Международного олимпийского комитета (МОК) отдельным видом спорта считается совокупность всех видов соревнований, проводимых одной международной федерацией; исключение составляли современное пятиборье и биатлон, которыми до 1993 года руководила одна международная федерация.
В программу Олимпийских игр могут быть включены только виды спорта, руководство которыми осуществляется признанными МОК международными федерациями. Виды спорта, включённые в программу Олимпийских игр, называются олимпийскими.
Олимпийская хартия выделяет как особую группу зимние виды спорта — «виды спорта, которыми занимаются на снегу или на льду» — только они могут включаться в программу зимних Олимпийских игр.

## Вид спорта с точки зрения национального законодательства

### Россия
Федеральный закон РФ «О физической культуре и спорте в Российской Федерации» для целей закона определяет:

Вид спорта — часть спорта, которая признана в соответствии с требованиями настоящего Федерального закона обособленной сферой общественных отношений, имеющей соответствующие правила, утверждённые в установленном настоящим Федеральным законом порядке, среду занятий, используемый спортивный инвентарь (без учёта защитных средств) и оборудование.

Все виды спорта включаются во Всероссийский реестр видов спорта. При этом выделение отдельных видов спорта может не совпадать с принятым МОК: например, плавание, прыжки в воду, водное поло и синхронное плавание с точки зрения МОК представляют собой один вид спорта (их развитием руководит одна международная федерация — FINA), а с точки зрения законодательства России — разные виды.
Федеральный закон РФ «О физической культуре и спорте в Российской Федерации», кроме того, выделяет (для целей закона) следующие группы видов спорта:

Военно-прикладные и служебно-прикладные виды спорта — виды спорта, основой которых являются специальные действия (в том числе приёмы), связанные с выполнением военнослужащими и сотрудниками некоторых федеральных органов исполнительной власти … своих служебных обязанностей, и которые развиваются в рамках деятельности одного или нескольких федеральных органов исполнительной власти.

Национальные виды спорта — виды спорта, исторически сложившиеся в этнических группах населения, имеющие социально-культурную направленность и развивающиеся в пределах одного субъекта Российской Федерации.

### Украина
Ранее определение вида спорта давалось в Единой спортивной классификации Украины:

Вид спорта — сформированная определённая разновидность соревновательной деятельности в спорте, которая периодически осуществляется с соблюдением чётко определённых правил и специально организованной подготовки к участию в соревнованиях.
Оригинальный текст (укр.)Вид спорту — сформований певний різновид змагальної діяльності у спорті, що періодично здійснюється з дотриманням чітко визначених правил та спеціально організованої підготовки до участі у змаганнях.
— Единая спортивная классификация Украины 2006, пункт 1.2
В настоящее время определение даётся в Законе Украины «О физической культуре и спорте»:

Вид спорта — разновидность соревновательной деятельности в спорте, которая осуществляется с соблюдением определённых правил.
Оригинальный текст (укр.)Вид спорту — різновид змагальної діяльності у спорті, що здійснюється з дотриманням визначених правил.
— Закон Украины «О физической культуре и спорте», статья 1
Закон выделяет три группы видов спорта: олимпийские виды спорта, неолимпийские виды спорта и виды спорта инвалидов.

## Спортивная дисциплина
Вид спорта может включать в себя как одну, так и несколько спортивных дисциплин.
Спортивная дисциплина, в зависимости от контекста может употребляться в двух значениях:
1. Вид программы соревнований, в котором за призовые места вручаются медали;
2. Согласно терминологии МОК: составная часть вида спорта, отличающаяся от других дисциплин формой или содержанием спортивной деятельности (например, вид спорта «спортивная борьба» включает в себя дисциплины вольная борьба, греко-римская борьба, а с 2006 года — грэпплинг, панкратион и некоторые другие). Дисциплина состоит из видов соревнований — различные дистанции, различные весовые категории и т. д.